# Bocnița, Iași
Bocnița este un sat în comuna Sinești din județul Iași, Moldova, România.